# WITNESS
『WITNESS』（ウィットネス）は、日本のバンドFACTのメジャー4枚目のスタジオ・アルバムである。2014年3月5日に発売された。

## 解説
- 前作『burundanga』から、約2年2か月ぶりのリリースとなるオリジナルアルバム。日本盤のみ、11曲目にボーナストラックが収録されている。

## 収録曲
1. new element(3:32)
2. drag(1:58)
3. witness(3:52)
4. ape(3:37)
5. miles away(3:22)
6. I hope I'm wrong(2:45)
オムニバスアルバム『MAYDIE！！』に先行収録されていた楽曲。
本作には再録バージョンで収録された。
7. 2-1(inst)(3:00)
8. veil(3:30)
9. devil's work(2:24)
配信限定ベストアルバム『FACT 2009-2012』に先行収録されていた楽曲。
本作には再録バージョンで収録された。
10. disclosure(3:09)
11. circling(3:45)※日本盤のみ
12. termination(5:56)